# Gerald Krajic
Gerald Krajic (* 3. Dezember 1981 in Wien) ist ein ehemaliger österreichischer Fußballspieler, der heute als -trainer tätig ist.

## Karriere
Krajic kam als Jugendlicher zum FK Austria Wien, wo er 1999 auch in der ersten Mannschaft in der höchsten Spielklasse Österreichs sein Debüt gab. Nach zwei Jahren bei den Wienern wurde er zum SC Untersiebenbrunn verliehen, wo er in der zweiten Liga 101 Spiele absolvierte. Danach folgten die einjährigen Stationen Kapfenberger SV und DSV Leoben. 2006 kehrte er in die höchste österreichische Spielklasse zurück und absolvierte 30 Spiele beim FC Superfund. Nach der Lizenzübergabe nach Kärnten siedelte Krajic mit dem Verein zum SK Austria Kärnten. 
Nachdem Krajic in der Saison 2007/08 in Kärnten nicht über die Jokerrolle hinauskam, unterschrieb er im Sommer 2008 beim Zweitligisten FC Magna Wiener Neustadt. Nachdem Krajic wegen der Verpflichtung von zwei weiteren Stürmern dort ebenfalls seinen Stammplatz in Gefahr gesehen hatte, wechselte er nach nur einem halben Jahr in Niederösterreich im Jänner 2009 zum SC Austria Lustenau, wo er mit zwei Toren gegen seinen Ex-Klub FC Magna einen glänzenden Einstand feierte. Am 19. August 2009 gab die Vienna die ablösefreie Verpflichtung des Stürmers bekannt.
Bei Viennea erzielte Krajic in 22 Spielen 2 Tore, bevor er zur Saison 2010/11 zum SC Austria Lustenau zurückkehrte, bei dem er in der ersten Spielzeit nach dem Comeback auf 15 Einsätze kam, in denen er 5-mal traf.
In der Saison 2011/12 spielte Krajic dann 31-mal und schoss 9 Tore, bevor der Verein am 11. Mai 2012 dann bekannt gab, dass der Vertrag mit ihm um ein Jahr bis 2013 verlängert wurde. Mit Saisonende 2012/13 beendete er seine Karriere als Aktiver.
Danach wurde er Co-Trainer der Frauenmannschaft des FC Rot-Weiß Rankweil und bekleidete dieses Traineramt bis zum Frühjahr 2018, ehe er Trainer der U-14-Auswahlmannschaft der Mädchen des Vorarlberger Fußballverbands wurde. Noch in der Sommerpause 2018 übernahm er die Herrenmannschaft des SC Hatlerdorf und trainierte diese bis zum Abbruch des Spielbetriebs aufgrund der COVID-19-Pandemie im Frühjahr 2020.
Neben seiner Karriere im Fußballsport gilt Krajic auch als passionierter Bergsteiger und tritt seit Sommer 2014 als Mathematik- und Sportlehrer an der Mittelschule Hard-Markt in Erscheinung.

## Privates
2010 begann er sein Studium an der PH Vorarlberg.